# Worley (Idaho)
Pour les articles homonymes, voir Worley.
Worley est une ville des États-Unis, appartenant au comté de Kootenai de l'État de l'Idaho. La population était de 257 habitants au recensement de 2010.